# Ascensão de Jesus nas artes

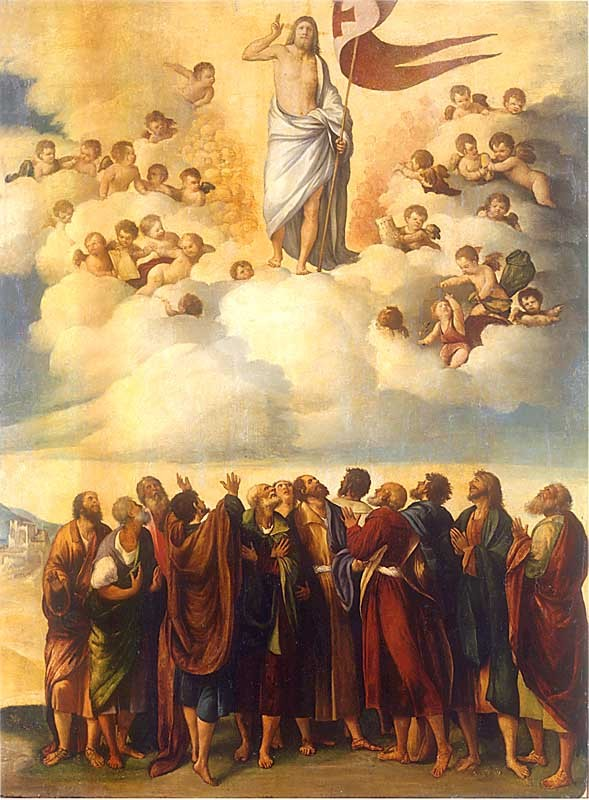
A Ascensão, de Dosso Dossi, século XVI

A Ascensão de Jesus, como afirmado no Novo Testamento, tem sido um assunto frequente na arte cristã, bem como um tema em escritos teológicos.
As primeiras representações diretas da Ascensão datam do início do século V, muitas vezes baseadas nas representações da Mão de Deus e no século VI a iconografia foi estabelecida.
Em muitas representações (e sempre na Igreja Oriental) a Virgem Maria está no centro do grupo de apóstolos (representando a Igreja) que olham para cima em direção ao Jesus ascendente que geralmente sinaliza uma bênção com a mão direita.

## Desenvolvimento da iconografia
.

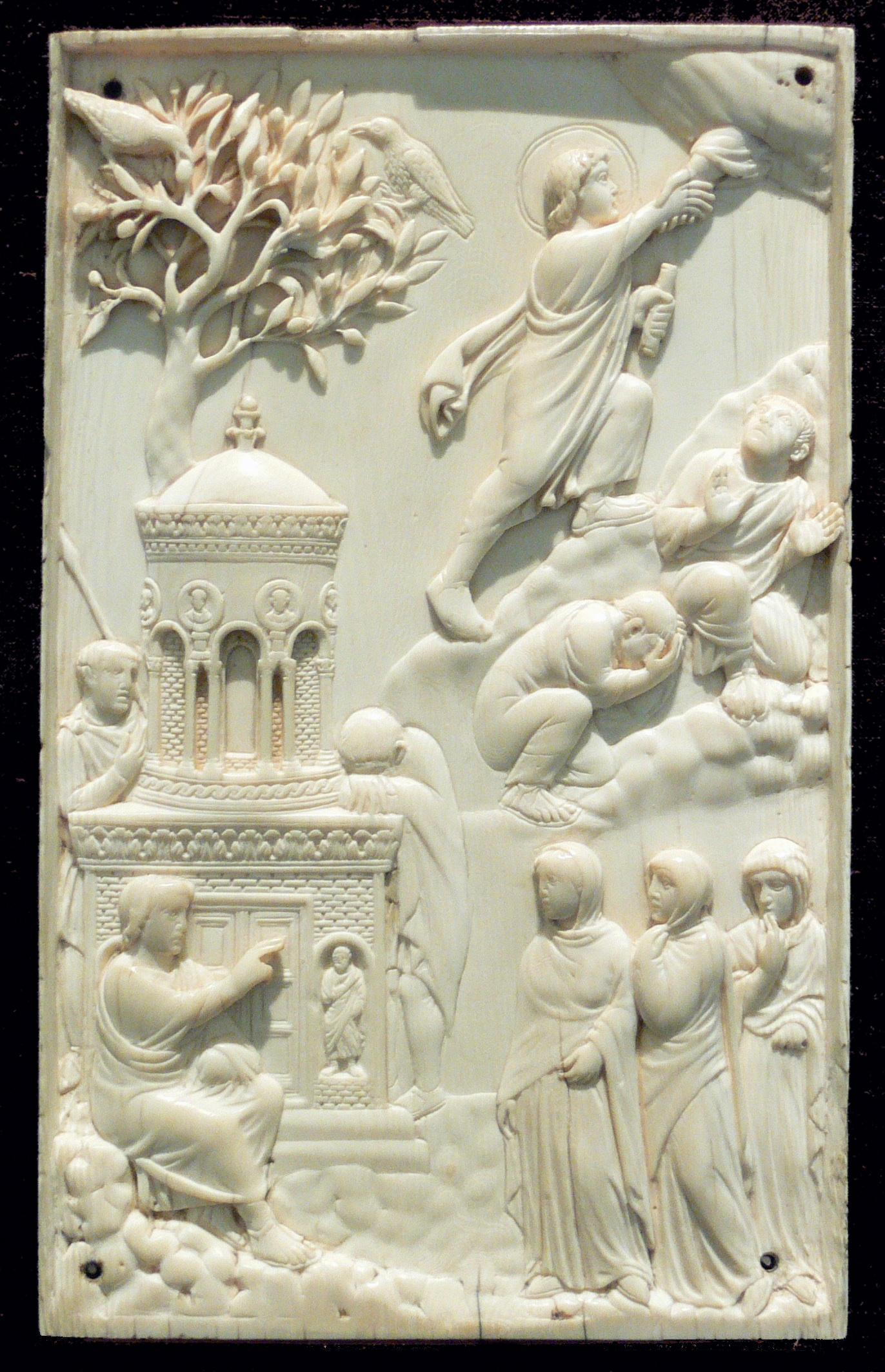
Ascensão de Cristo e Noli me tangere, c. 400, Marfim, Milão ou Roma, agora em Munique

As cenas do Novo Testamento que aparecem na arte paleocristã dos séculos III e IV normalmente tratam das obras e milagres de Jesus como curas, a multiplicação dos pães e peixes ou a Ressurreição de Lázaro, por exemplo. Embora versões do assunto de "Cristo em Majestade", que mostram o Cristo ressuscitado e ascendido ao céu, apareçam antes, a Ascensão em si não é retratada até cerca de 400. Nas primeiras cenas, Cristo pode ser mostrado subindo uma montanha, às vezes a Mão de Deus alcançando de dentro das nuvens para ajudá-lo.
Uma placa de marfim em Munique com tal cena é geralmente datada por volta de 400, e é possivelmente a imagem mais antiga da Ascensão. Este permaneceria o tipo mais comum no Ocidente por vários séculos, e por exemplo se repete no Sacramentário de Drogo cerca de 450 anos depois. A cena da crucificação é praticamente desconhecida no século V e rara até o século VI. No século VI, no entanto, mais imagens da crucificação e da ascensão começaram a aparecer, talvez como resultado das discussões teológicas do final do século IV e início do século V.
Os Evangelhos de Rabbula (c. 586) incluem algumas das primeiras imagens da Crucificação e Ascensão, e em suas representações de Ascensão, a Virgem Maria ocupa uma posição central entre os Apóstolos; Cristo aparece em uma mandorla acima, acompanhado de anjos. Esta deveria permanecer a representação padrão na  arte bizantina e Cristianismo ortodoxo.
No século VI, a iconografia da Ascensão foi estabelecida e no século IX cenas da Ascensão estavam sendo retratadas em cúpulas de igrejas. Em algumas representações pode não haver montanha e ele pode estar escalando uma mandorla, ou ser levantado em direção ao céu em uma mandorla por anjos. Em Representações românicas, às vezes, apenas os pés de Cristo, são mostradas quando ele desaparece nas nuvens; esta representação foi aparentemente uma rara inovação iconográfica da arte anglo-saxônica que se espalhou para o continente e se tornou a mais popular no norte europeu, onde permaneceu relevos em madeira provincial até bem depois da Reforma Protestante. Às vezes, as duas últimas pegadas de Cristo na rocha são vistas; estes foram mostrados aos peregrinos no que é hoje a Capela da Ascensão no Monte das Oliveiras em Jerusalém. A cena também pode incluir os apóstolos, dois homens de branco e a Virgem Maria.
A Ascensão de Jesus não é a única representação da ascensão e outras figuras, como João Evangelista, foram descritas separadamente como ascendendo ao Céu, seguindo uma história medieval na "Lenda Dourada". O nome da Assunção de Maria indica que se tratava de um trânsito passivo; representações da Assunção da Virgem Maria na arte muitas vezes mostram ela sendo carregada em uma nuvem por anjos.

## Composição e significado

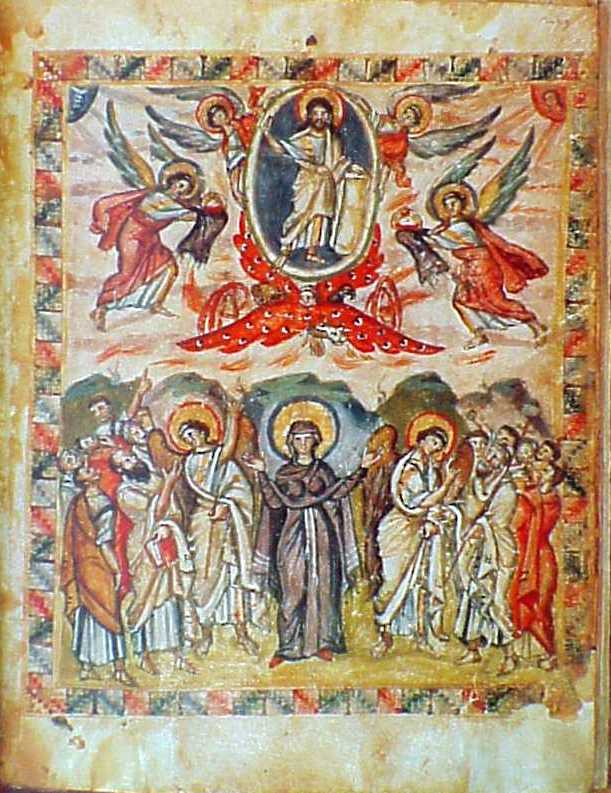
Ascensão nos Evangelhos de Rabulla, século VI.

As cenas de ascensão caem naturalmente em duas zonas, uma parte celeste superior e uma parte terrena inferior. O Cristo ascendente pode estar carregando uma bandeira da ressurreição ou fazer um sinal de bênção com a mão direita. O gesto de bênção de Cristo com a mão direita é dirigido ao grupo terreno abaixo dele e significa que Ele está abençoando toda a Igreja. Na mão esquerda ele pode estar segurando um Evangelho ou um pergaminho, significando ensino e pregação.  A partir do Renascimento os anjos podem não estar presentes.
A parte terrena das representações da Ascensão não representa apenas aqueles que se acredita terem estado presentes na Ascensão, mas toda a Igreja. Em algumas representações da Ascensão, tanto o apóstolo Paulo quanto a Virgem Maria[[ podem estar presentes. Dado que Paulo se converteu ao cristianismo após a Ascensão, e que o Novo Testamento não coloca diretamente a Virgem Maria na Ascensão, essas representações representam "a Igreja" e não os indivíduos específicos. Nos ícones ortodoxos, a Virgem Maria está no centro e Cristo pode ser representado em uma mandorla, apoiada por anjos. Cristo pode ser coroado em muitas dessas representações. Dado que os Evangelhos não mencionam que a Virgem Maria foi testemunha da Ascensão, a presença da Virgem Maria em representações da Ascensão dos séculos V e VI, como as dos Evangelhos de Rabbula, são uma indicação do importante papel que ela desempenhou na arte daquele período. Esta composição aproximada tornou-se típica no Ocidente pelo Renascimento.]
O retrato ortodoxo oriental da Ascensão é uma metáfora importante para a natureza mística da Igreja. A tradição ortodoxa sustenta que a Virgem Maria esteve presente durante a Ascensão e as Grandes Vésperas da Ascensão: "Aquela que, como vossa Mãe, sofreu na vossa Paixão mais do que todos, deve também desfrutar da alegria superior da glorificação da vossa carne". Assim, em muitos ícones orientais, a Virgem Maria é colocada no centro da cena, na parte terrena da representação, com as mãos erguidas em direção ao Céu, muitas vezes acompanhada por vários apóstolos. A representação voltada para cima do grupo terreno coincide com a liturgia oriental na festa da Ascensão: "Vinde, levantemo-nos e voltemos os olhos e os pensamentos para o alto...". Os ícones são parte inerente da liturgia da Igreja Oriental e os ícones das Ascensões são usados na procissão na Festa da Ascensão.
Outras cenas com uma figura elevada semelhante, que usaram composições semelhantes à Ascensão são a Assunção de Maria, rara até o final da Idade Média, a Transfiguração de Jesus e, a partir do início do Renascimento, a Ressurreição de Jesus, onde ele começa a ser visto flutuando longe do túmulo. Talvez as primeiras obras sobreviventes a mostrar esta iconografia da Ressurreição seja o conhecido afresco de Andrea da Firenze na Capela Espanhola da Basílica de Santa Maria Novella em Florença, que data de 1366.

## Galeria

### Igreja ocidental

#### Pinturas e mosaicos

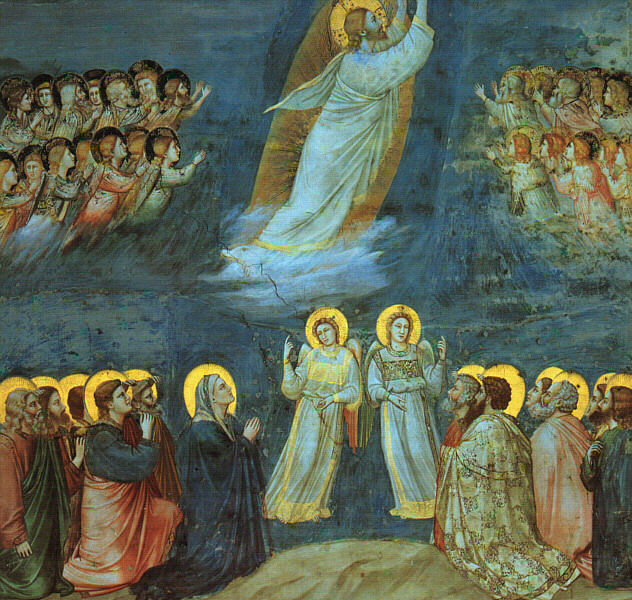
Giotto, século XIV
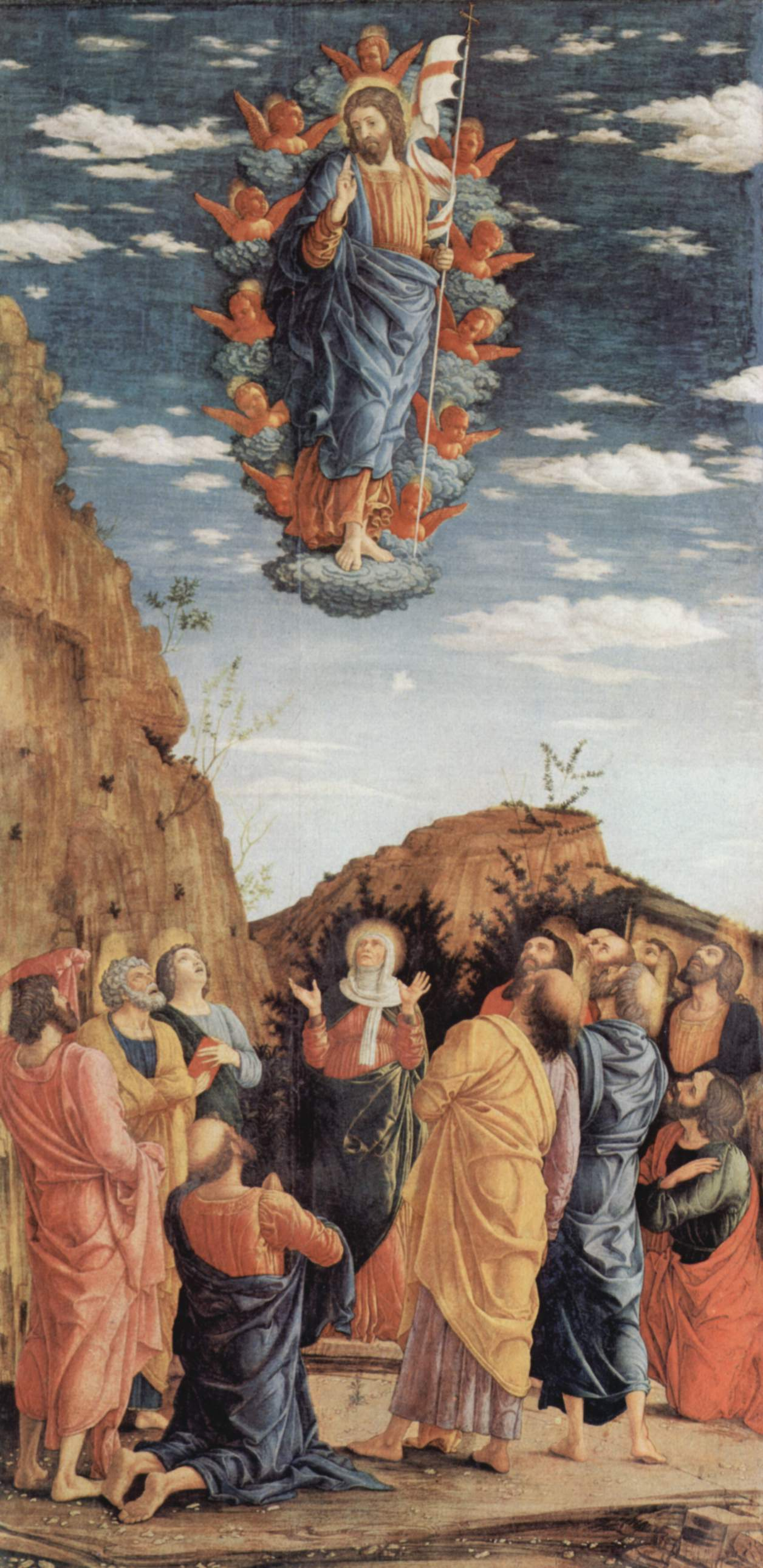
Andrea Mantegna, 1461
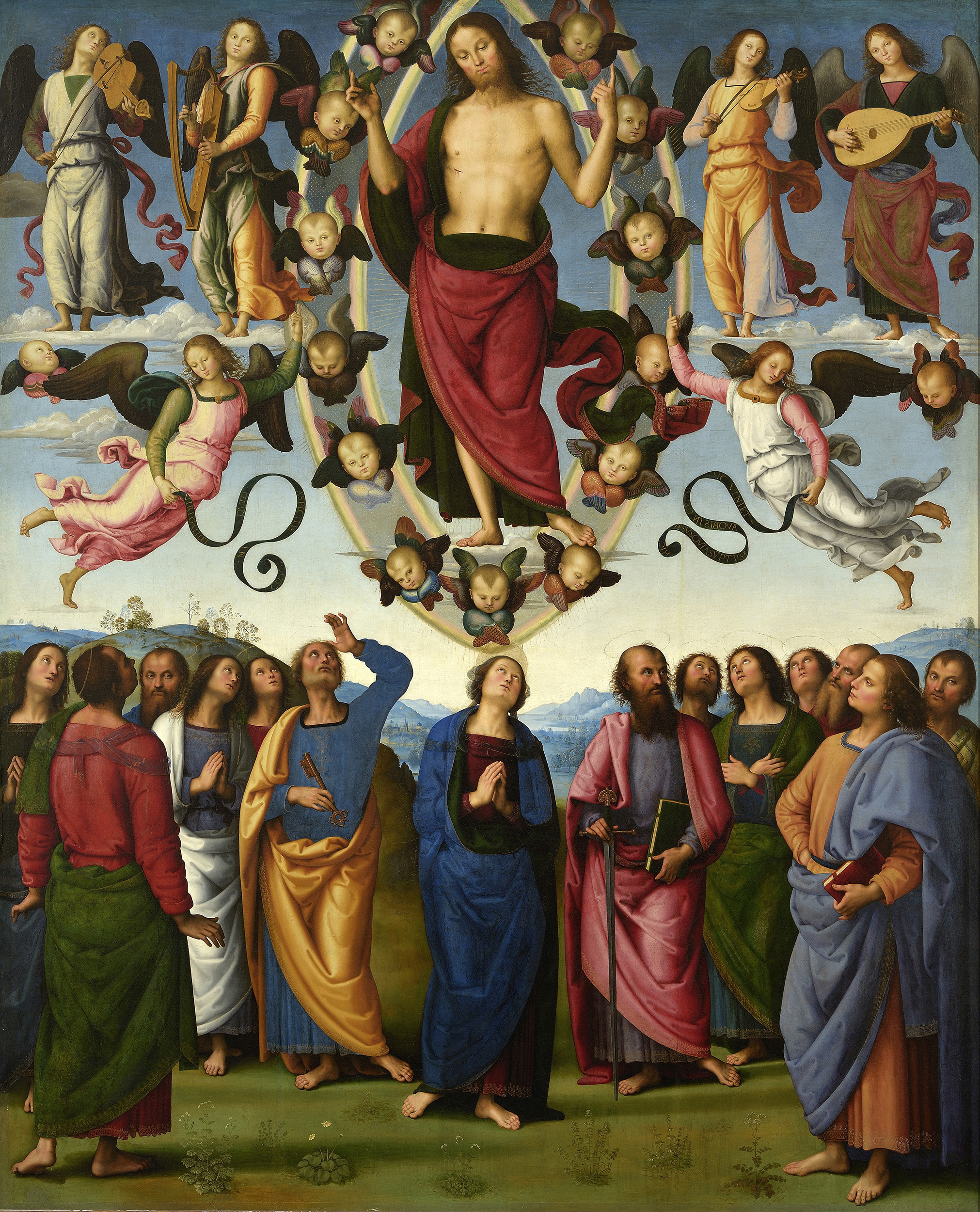
Pietro Perugino, Políptico de São Pedro, 1496–1500
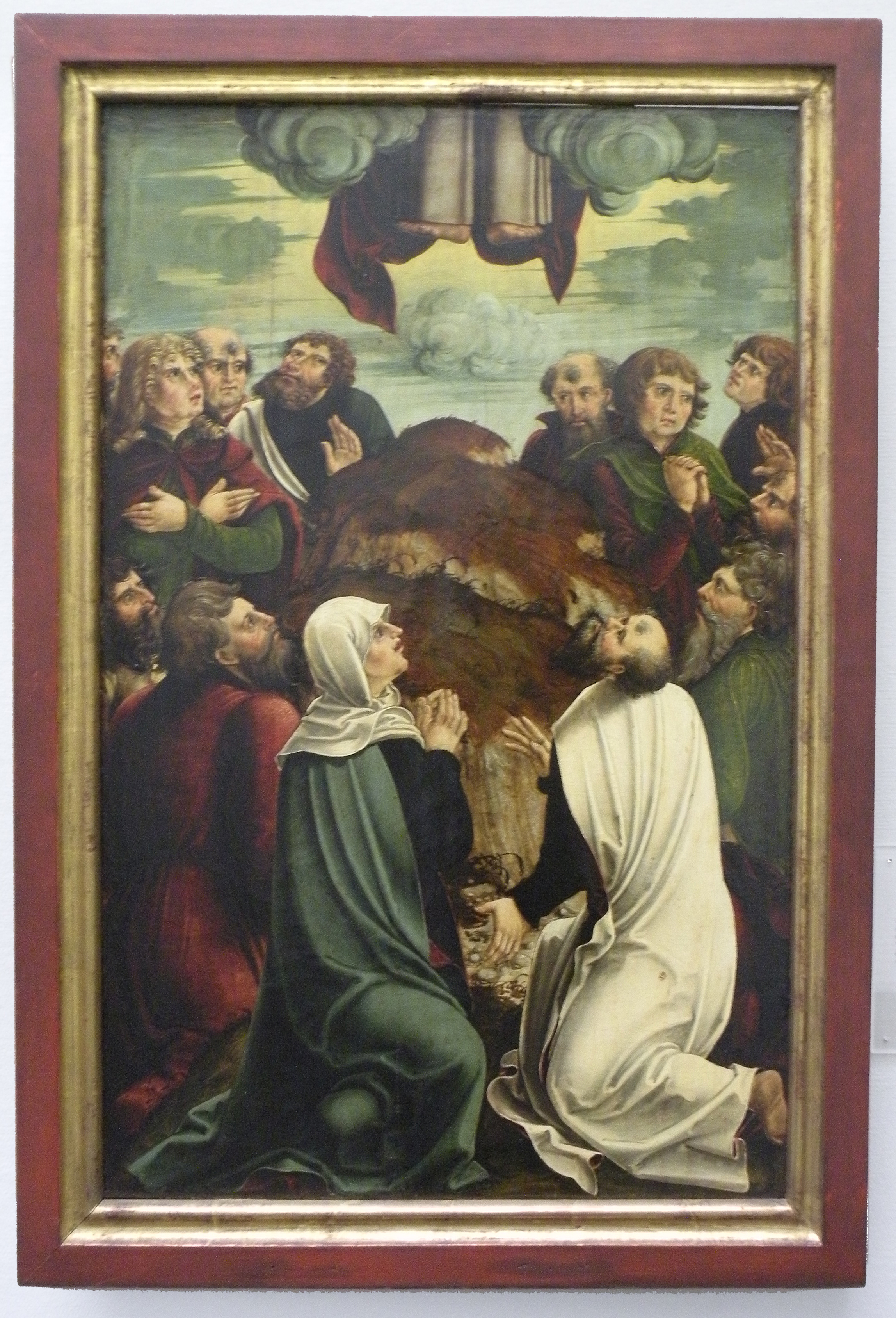
Século XVI, "pés desaparecendo" Alemanha
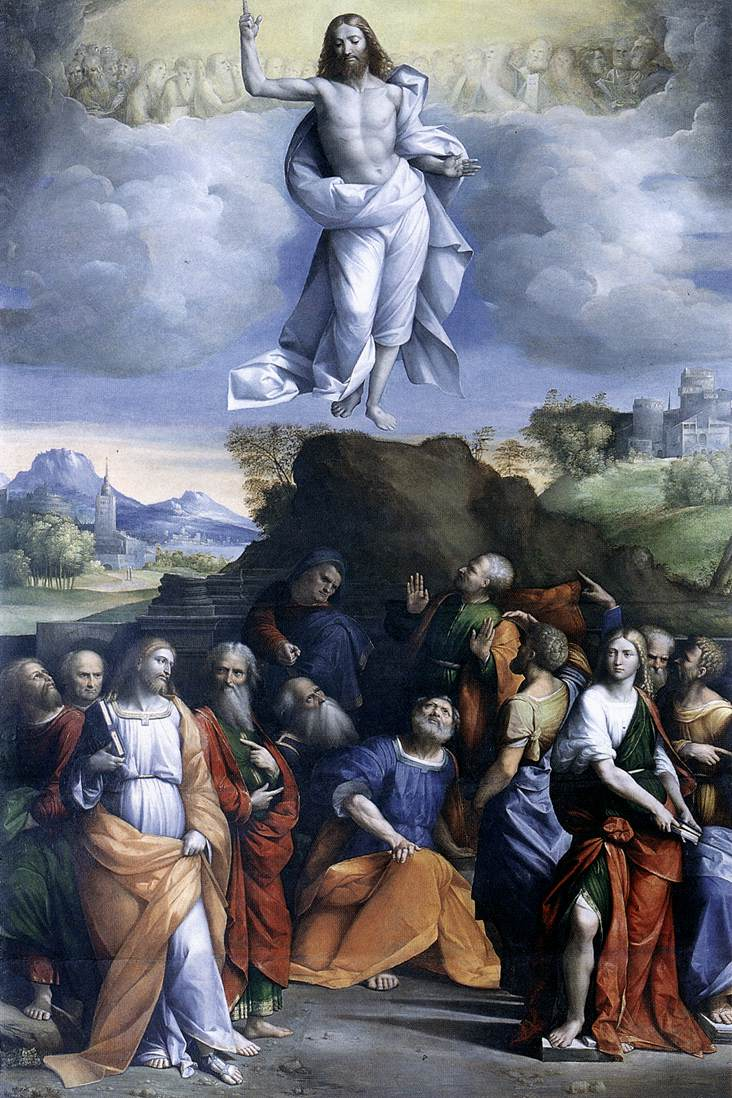
Garofalo, 1510–1520
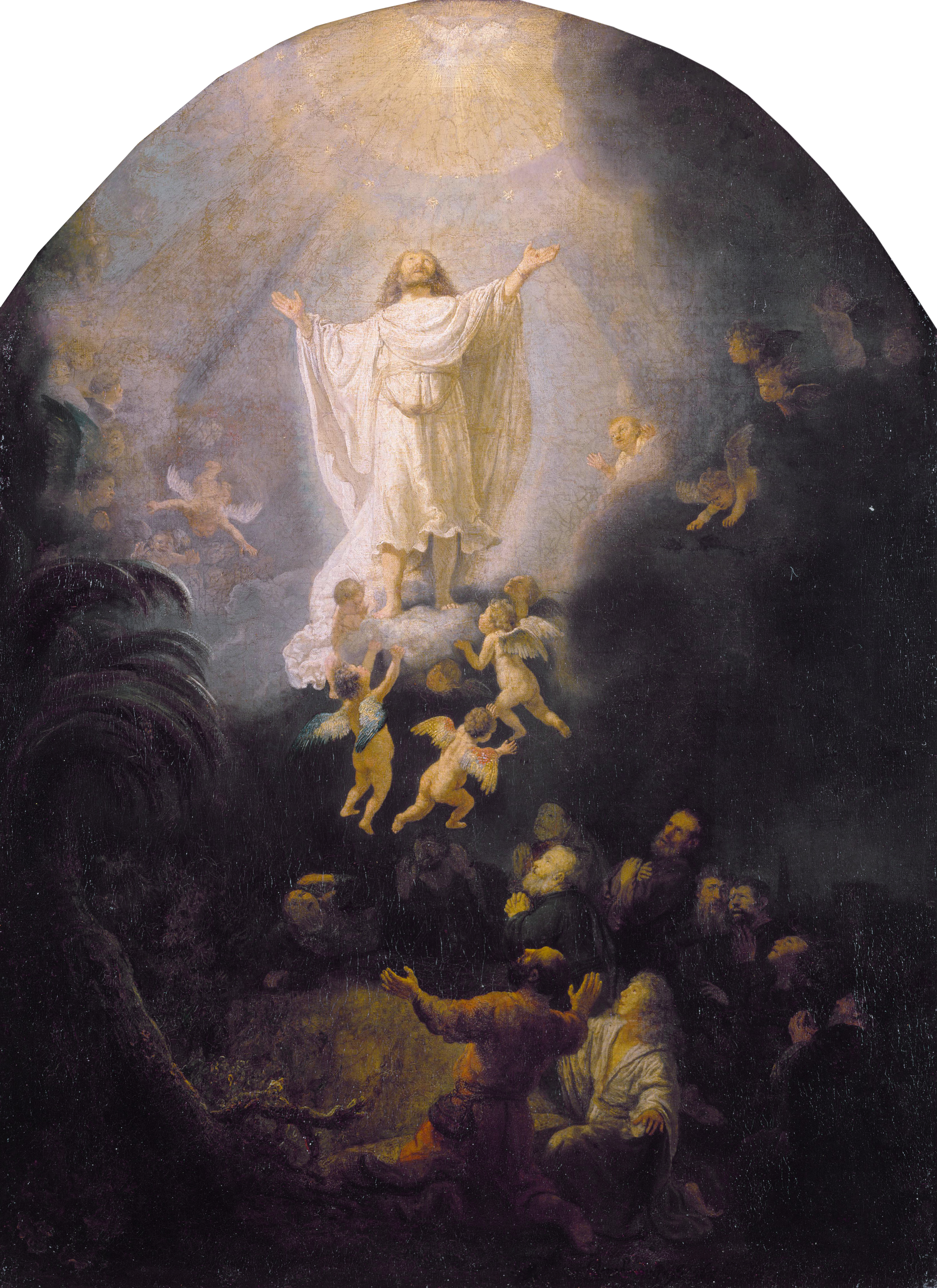
Rembrandt, 1636
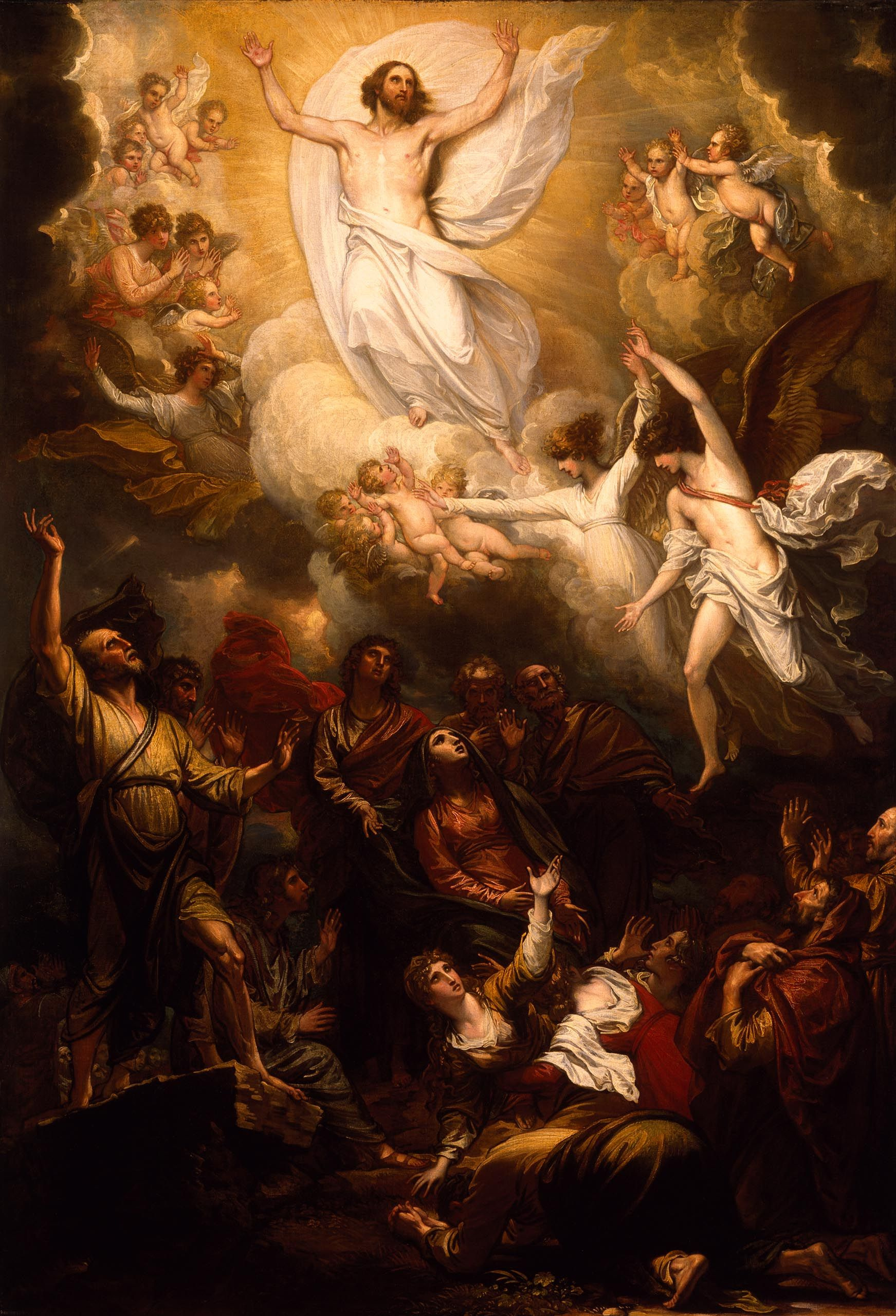
Benjamin West 1801
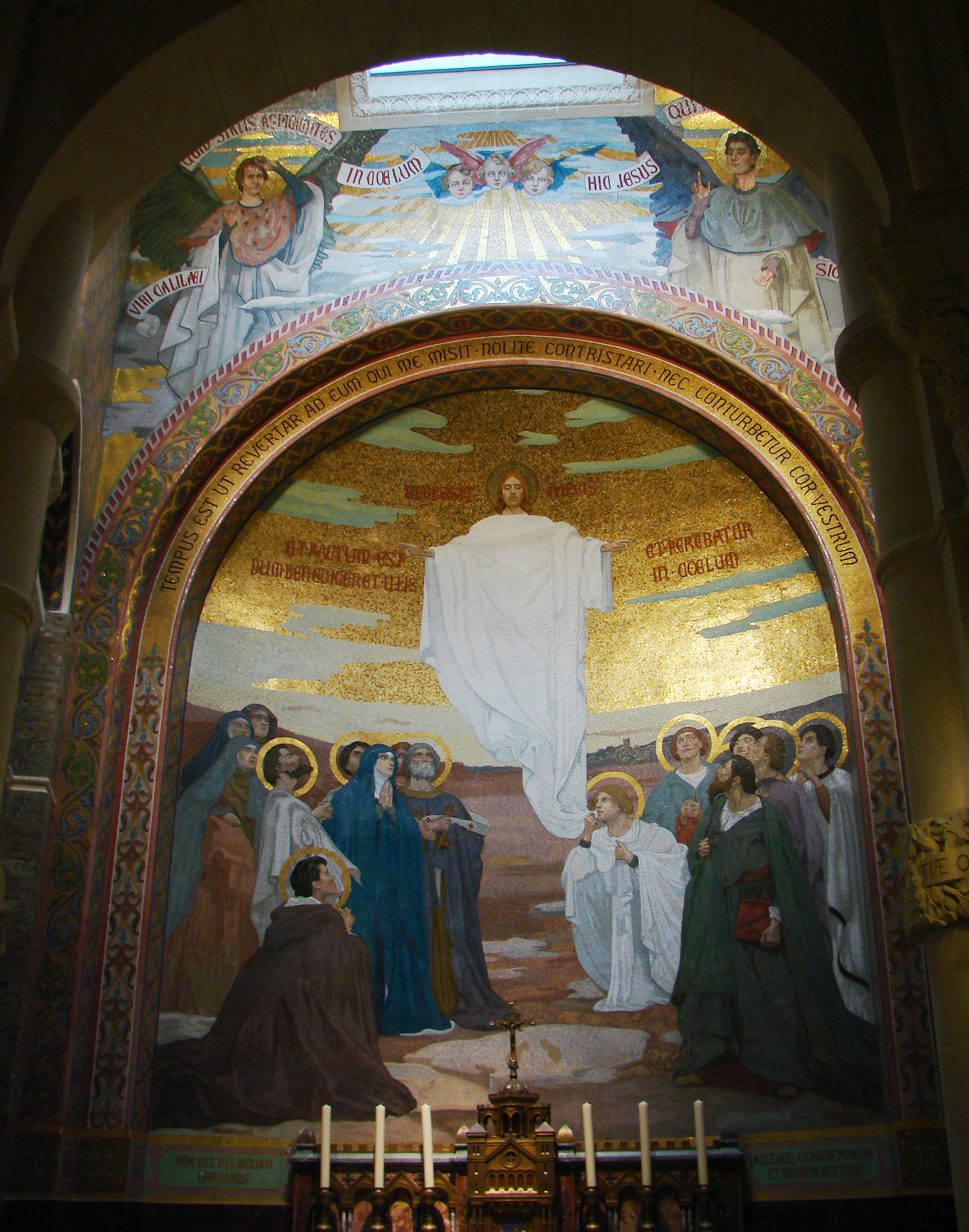
Basílica de Nossa Senhora do Rosário (Lourdes), Lourdes, século XIX

#### Iluminuras de Manuscritos

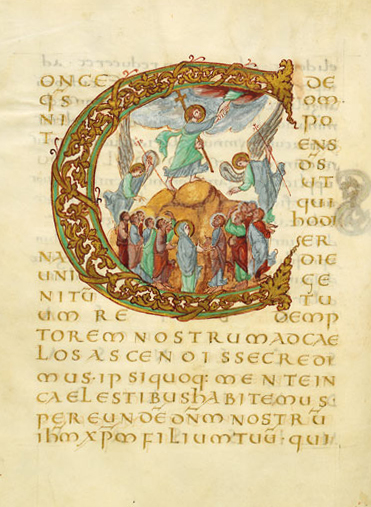
Sacramentário de Drogo, c. 850
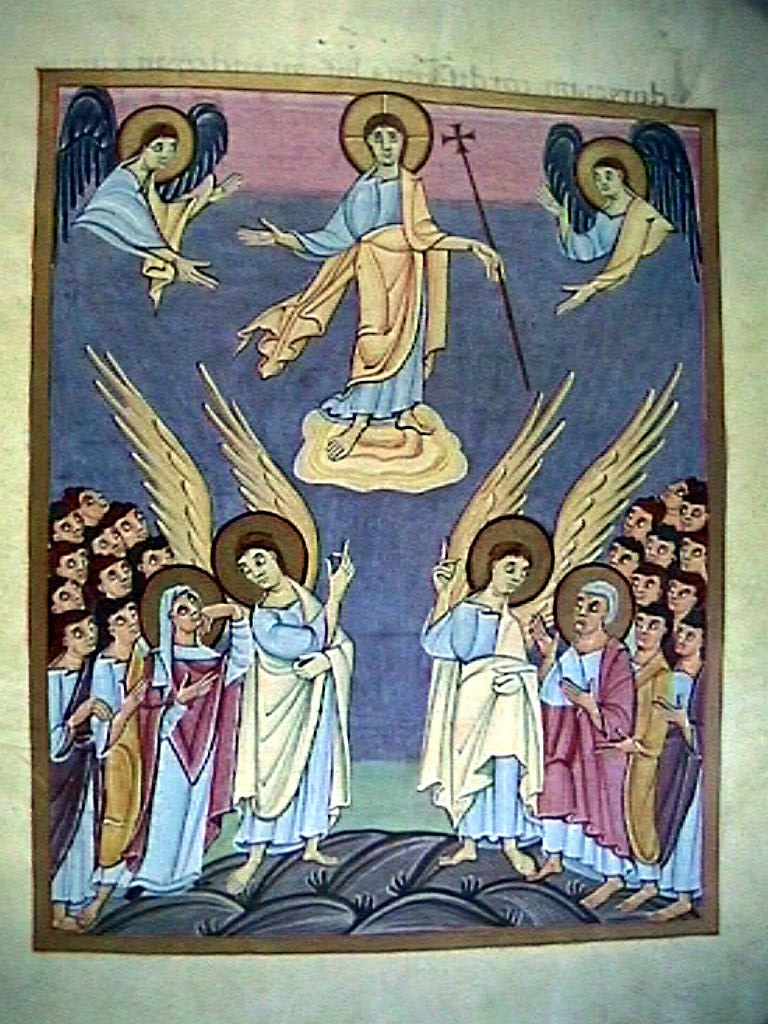
Bamberg Apocalypse, século XI
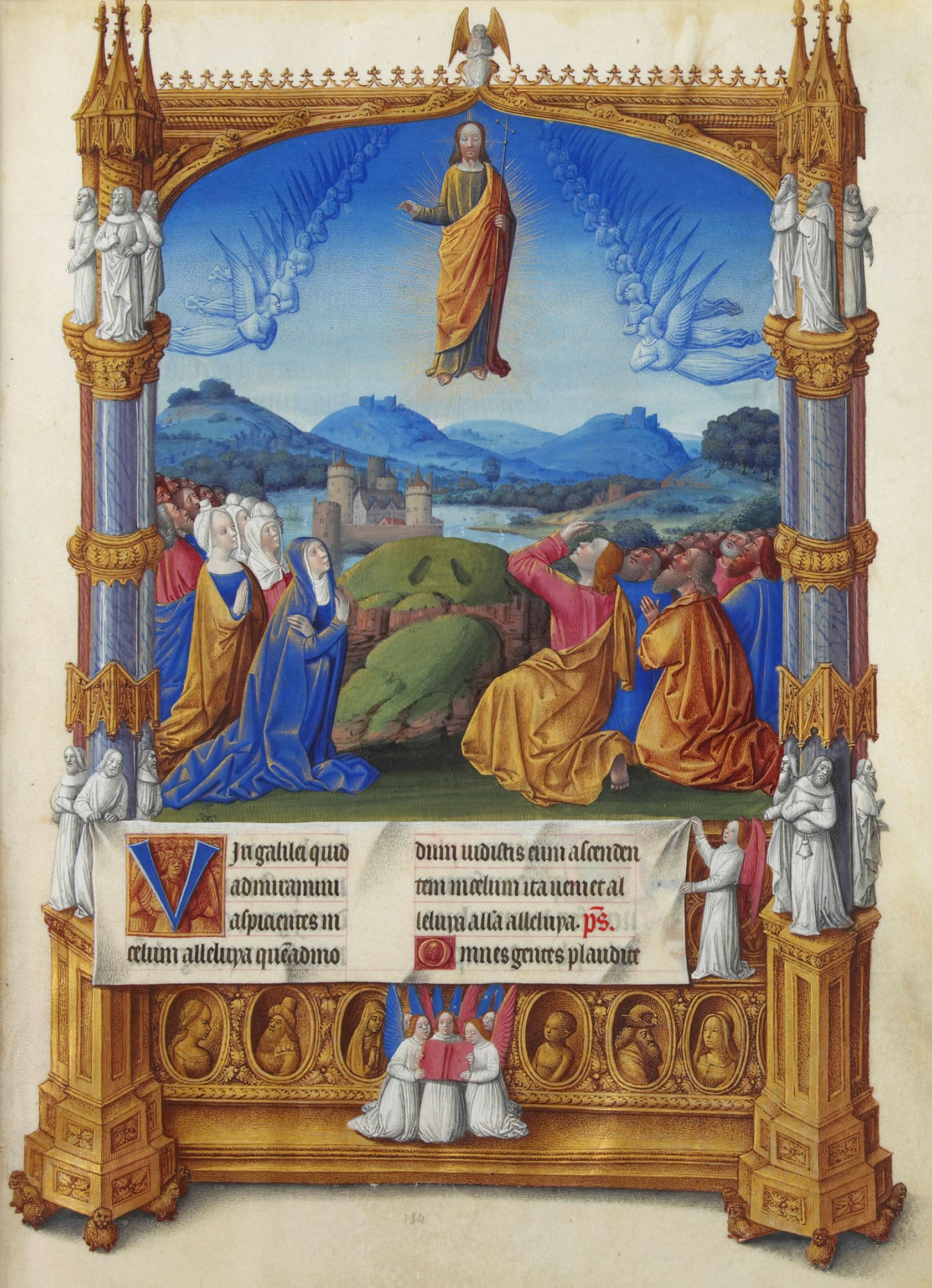
Très Riches Heures du Duc de Berry, c. 1410
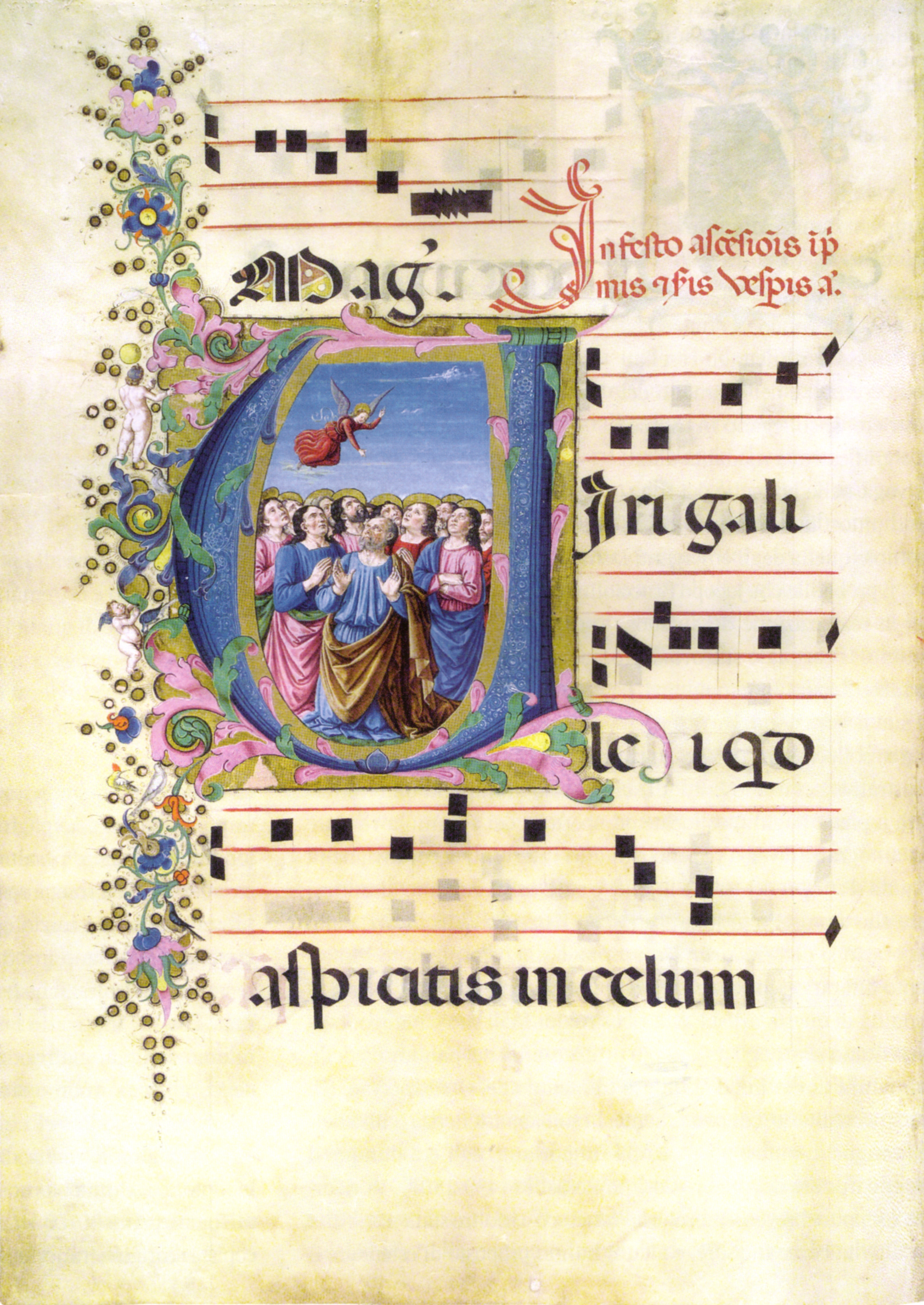
Oficina  de Ghirlandaio, século XV

#### Representações em Relevo

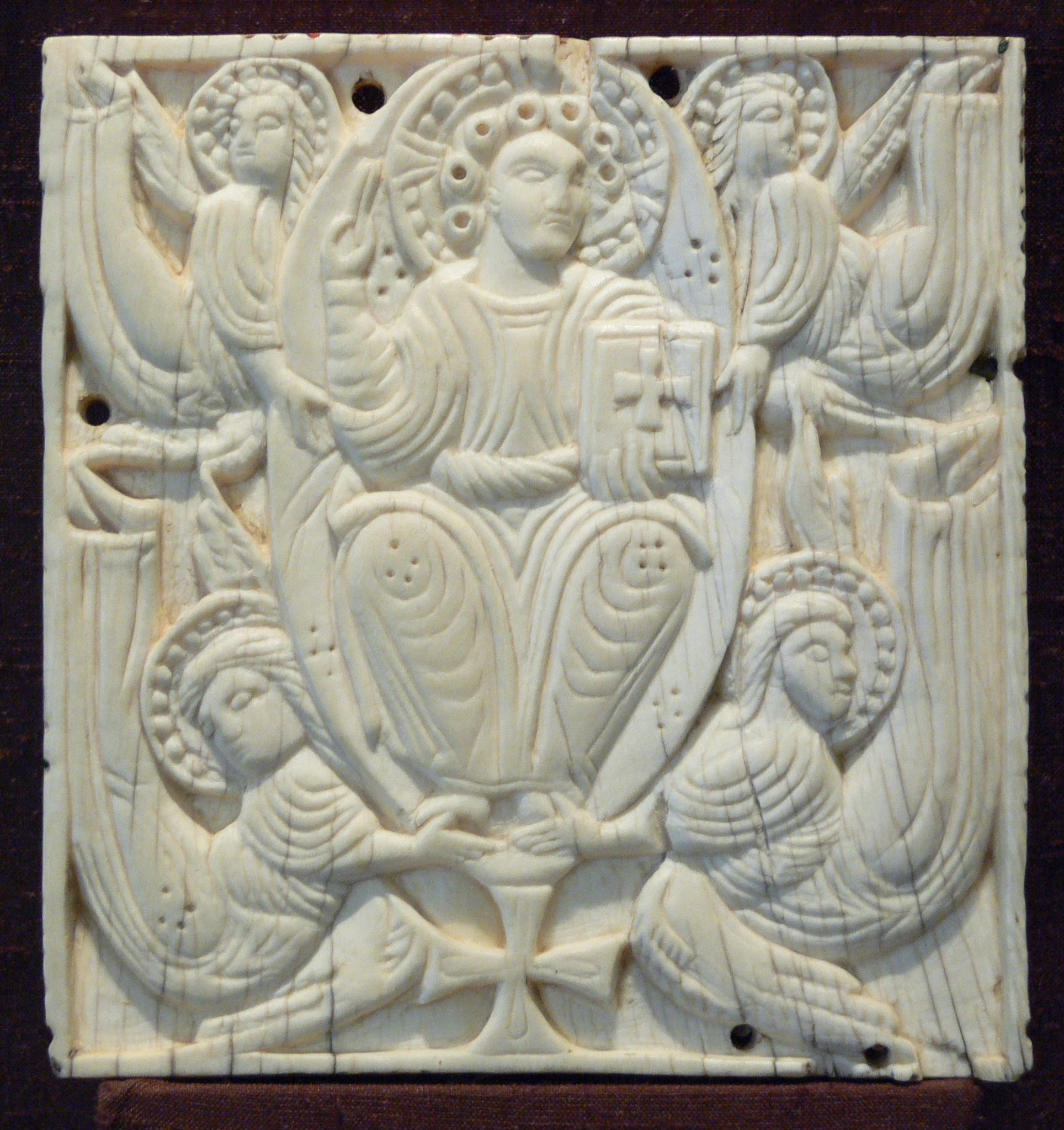
Arte anglo-saxónica(?) Escultura em marfim, século VIII
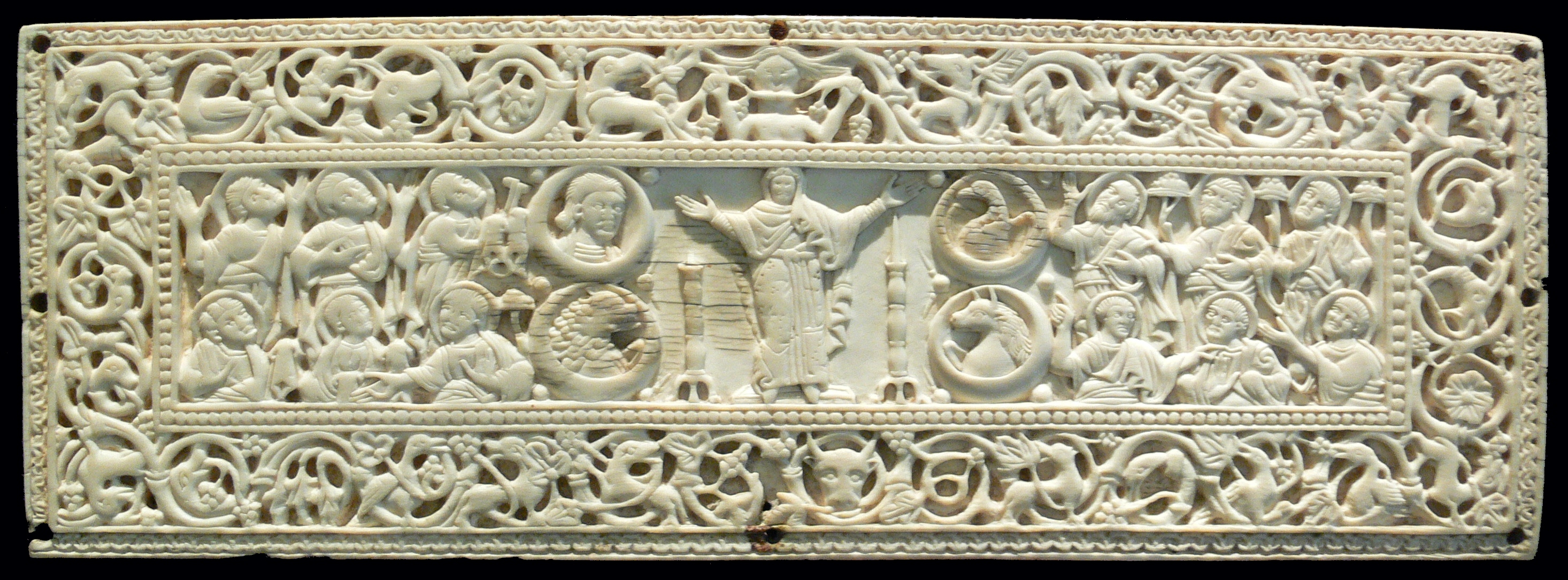
Unusual Arte anglo-saxónica ou Alpina, Escultura em marfim, c. 750–800, com a Virgem Maria e os Evangelistas
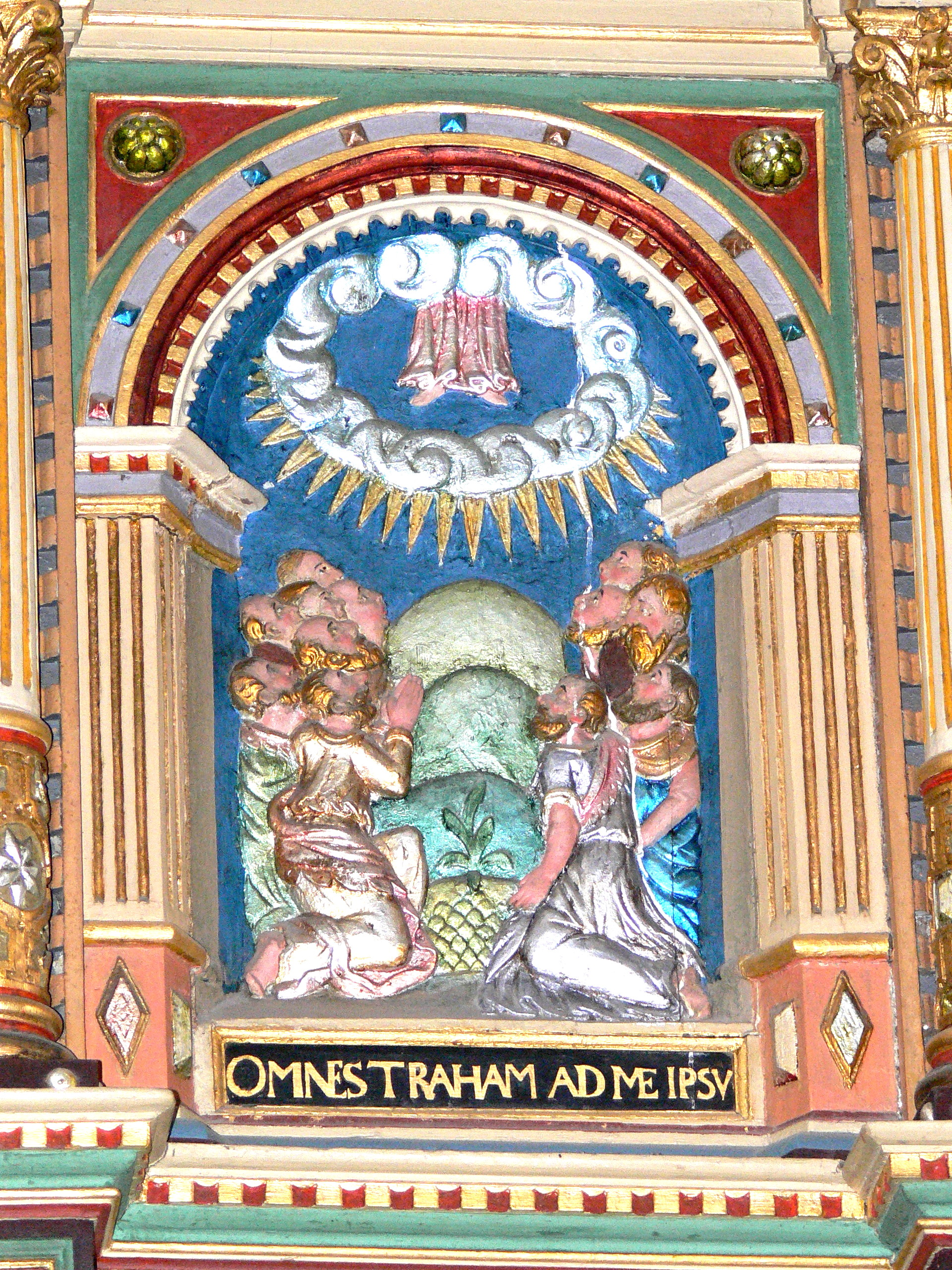
Uma versão bastante tardia da representação dos "pés desaparecidos" em madeira relevo, 1597
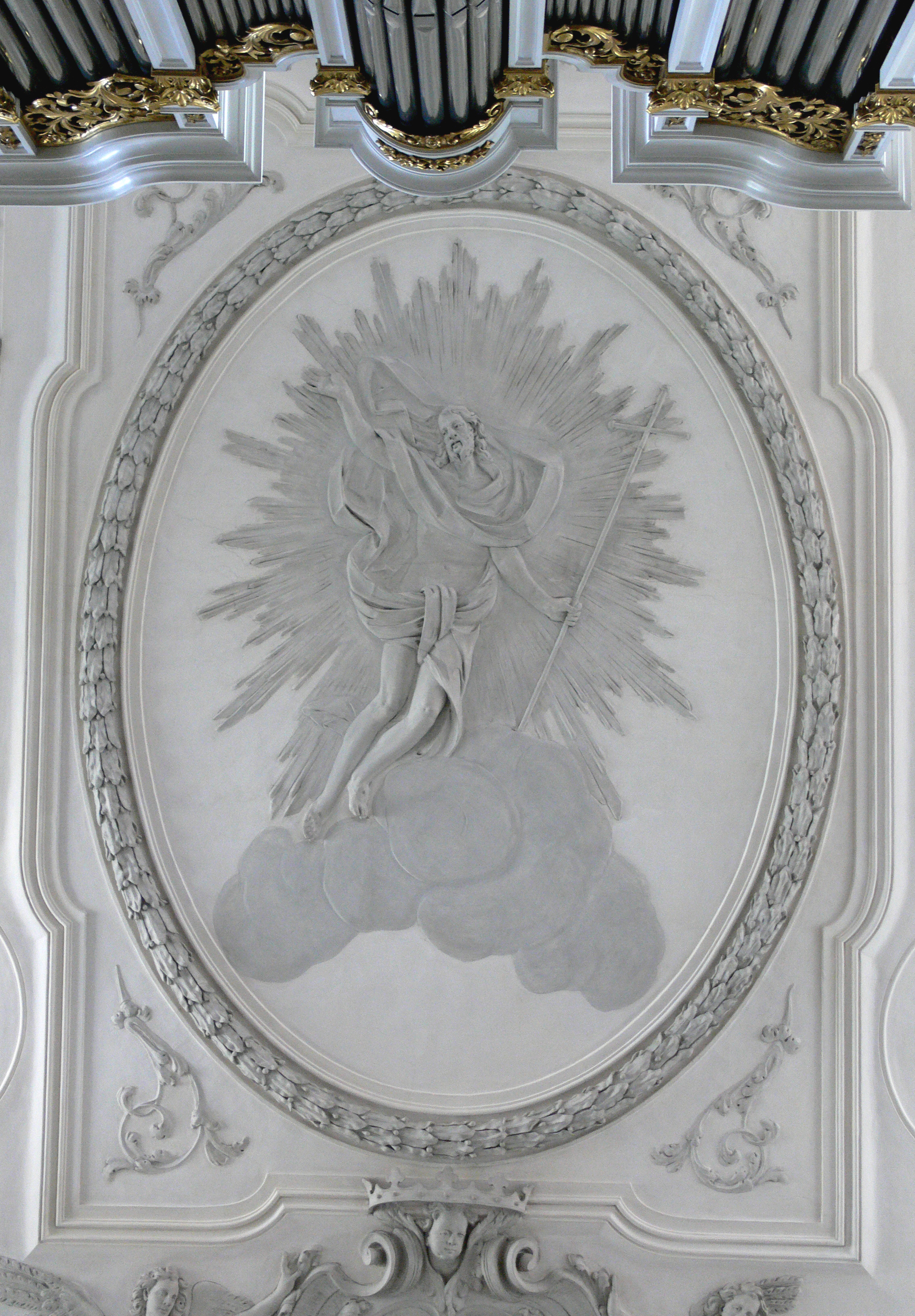
Cristo ascendendo sozinho, Aulendorf, Alemanha, 1711